# トリベノシド
トリベノシド (Tribenoside) は抗炎症・鎮痛作用のある薬剤である。これ以外にも、創傷治癒・線維素溶解・アミン類の放出抑制など、様々な作用を持つ。
グルコースに1つのエチル基と3つのベンジル基がついた構造である。カプセル剤や軟膏剤の形態で、慢性静脈不全・痔・関節炎などの治療に用いられる。
正確な作用機序は不明であるが、ラミニンα5鎖の発現量を選択的に上昇させることが分かっている。
過敏反応を引き起こすことがあり、経口で服用した患者の内10%に、血管性浮腫・蕁麻疹などの皮膚への副作用が見られる。また、軟膏剤の使用でも皮膚炎が起きることがある。